# Musée du snus et des allumettes
Le musée du snus et des allumettes est un musée consacré à l'histoire du snus et des allumettes situé à Stockholm, sur l'île de Djurgården.
Il est géré avec le soutien financier de Swedish Match.